# 秋田稔
秋田 稔（あきた みのる、1920年10月5日 - 2017年4月28日）は、日本の神学者。恵泉女学園名誉学園長。

## 略歴
現中国東北部（満洲）生まれ。大連第一中学校、第一高等学校卒、東京帝国大学文学部倫理学科卒業、東京大学大学院人文科学研究科倫理学専攻（旧制）修了、ハーバード大学ハーバード燕京研究所客員研究員、国際基督教大学助教授、準教授、教授、1973年北星学園大学学長、恵泉女学園長、1995年退任、名誉学園長、山梨英和学院長。

## 著書
- 聖書の思想 キリスト教思想の根柢（1968年 塙新書）
- 「出会い」が人を変える（ヨルダン社 1996年）
- イエスの生と死 マルコ福音書に学ぶ（新教出版社 2001年-2002年）
- パウロは私たちにとって誰なのか 『ローマ人への手紙』に学ぶ（新教出版社 2004年-2005年）
- ヨハネの黙示録に学ぶ 黙示録は私たちに何を問いかけているか（新教出版社 2007年）
- ヨハネ福音書のイエス・キリスト 私たちを新しい生へと動機づける（新教出版社 2010-2011年）

## 記念論集
- 秋田稔先生退任記念論集（大山綱夫編 恵泉女学園短期大学 1995年）